# 法蘭茲·奧托 (不倫瑞克-呂訥堡)
法蘭茲·奧托（德語：Franz Otto，1530年6月20日—1559年4月29日），不倫瑞克-呂訥堡公爵，恩斯特一世的長子。

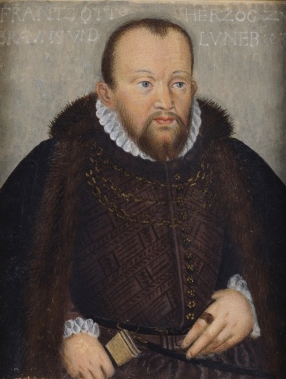
法蘭茲·奧托

1559年，法蘭茲·奧托與布蘭登堡選侯約阿希姆二世的女兒伊莉莎白·瑪格達琳結婚，兩人沒有子女。